# Тиха Сосна
Тиха Сосна (рос. Тихая Сосна) — річка у Бєлгородській і Воронезькій областях Росії, права притока Дону. Довжина 161 км Площа сточища 4350 км². Тече у північно-східному напрямку.

## Гідрографія
Річка має витоки на південно-східних схилах Середньоросійської височини поблизу села Покровка Волоконівського району Бєлгородської області. Далі тече через землі Красногвардійського і Алексєєвського районів Бєлгородської та Острогозького — Воронезької областей. Живлення переважно снігове і частково джерельне. Повінь у березні — квітні. Середньорічна витрата води — за 87 км від гирла 5,9 м³/с. Швидкість течії — 0,1 — 0,2 м/с. Замерзає — у середині грудня, товщина льоду — 30 — 60 см. Долина на великій відстані добре розроблена, лівий берег високий, правий — низинний. Береги порізані ярами і балками, в ряді місць є оголення корінних порід (крейди, мергелів тощо).

## Фауна
Поширені види риби: окунь, плотва, краснопірка, головень, йорж, верховодка, лящ, судак, сом, щука.